# Rod Buskas
Rod Dale Buskas (* 7. Januar 1961 in Wetaskiwin, Alberta) ist ein ehemaliger kanadischer Eishockeyspieler und -trainer, der im Verlauf seiner aktiven Karriere zwischen 1979 und 1995 unter anderem 574 Spiele für die Pittsburgh Penguins, Vancouver Canucks, Los Angeles Kings und Chicago Blackhawks in der National Hockey League (NHL) auf der Position des Verteidigers bestritten hat.

## Karriere
Buskas verbrachte den Beginn seiner Juniorenkarriere zwischen 1977 und 1979 zunächst in der Alberta Junior Hockey League (AJHL), wo der Verteidiger für die Red Deer Rustlers aufs Eis ging. Im Verlauf der Saison 1978/79 wechselte er in die höherklassige Western Canada Hockey League (WCHL). Dort stand er bis zum Sommer 1981 bei den Medicine Hat Tigers unter Vertrag, absolvierte zuvor aber bereits eine Partie für den Ligakonkurrenten Billings Bighorns. Obwohl Buskas bereits für den NHL Entry Draft 1980 gemeldet war, blieb er in diesem ungedraftet. Erst im NHL Entry Draft 1981 wurde er in der sechsten Runde an 112. Stelle von den Pittsburgh Penguins aus der National Hockey League (NHL) ausgewählt. Letztlich absolvierte er in seiner Juniorenkarriere 200 Spiele, in denen er 129 Scorerpunkte sammelte.
Zur Spielzeit 1981/82 wechselte der Kanadier in den Profibereich. Die Penguins setzten ihn jedoch zunächst in der American Hockey League (AHL). Er absolvierte das Spieljahr 1981/82 beim Farmteam Erie Blades, in den folgenden beiden Jahren lief er für den neuen Kooperationspartner Baltimore Skipjacks auf. Im Verlauf der beiden Spielzeiten gelang es Buskas aber sich an den NHL-Kader Pittsburghs heranzuarbeiten. Zur Saison 1984/85 hatte sich der Abwehrspieler im Stammkader etabliert und gehörte diesem bis zum Herbst 1989 an. Nach insgesamt acht Jahren in der Organisation der Pens wurde Buskas im Oktober 1989. im Tausch für ein Sechstrunden-Wahlrecht im NHL Entry Draft 1990 an die Vancouver Canucks abgegeben.
Wenige Wochen nach dem Wechsel zu den Canucks und lediglich 17 absolvierten Partien für das kanadische Franchise verletzte sich Buskas am Sprunggelenk, sodass eine Operation erforderlich war, die ihn große Teile der Spielzeit ausfallen ließ. Während dieser Zeit wurde er im Januar 1990 gemeinsam mit Barry Pederson und Tony Tanti zurück nach Pittsburgh transferiert, während Dave Capuano, Andrew McBain und Dan Quinn fortan für Vancouver aufliefen. Aufgrund der zuvor erlittenen Verletzung bestritt Buskas jedoch nur sechs Spiele für die Penguins, da er im NHL Waiver Draft vor dem Beginn der Spielzeit 1990/91 von den Los Angeles Kings ausgewählt wurde, die damit seinen laufenden Vertrag übernahmen. In Los Angeles fand der Defensivakteur für etwas mehr als ein Jahr eine neue sportliche Heimat. Ende Oktober 1991 gab ihn LA für Chris Norton und weitere zukünftige Gegenleistungen an die Chicago Blackhawks ab. Dort bestritt er bis Ende Oktober des folgenden Jahres seine letzten 46 NHL-Partien, ehe er seitens des Managements zum Farmteam Indianapolis Ice in die International Hockey League (IHL) geschickt wurde.
Durch ein Leihgeschäft, das Chicago vereinbart hatte, lief Buskas ab Januar 1993 bis zum Saisonende für den Ligakonkurrenten Salt Lake Golden Eagles auf. Im Sommer 1993 unterzeichnete er als Free Agent einen Vertrag bei den Las Vegas Thunder aus der IHL, wo er die beiden letzten Spielzeiten seiner Profikarriere absolvierte, ehe er sich nach der Saison 1994/95 im Alter von 34 Jahren aus dem aktiven Profisport zurückzog. Zwischen 1997 und 1999 kehrte Buskas in der Position des Assistenztrainers zu den Las Vegas Thunder zurück.

## Karrierestatistik
(Legende zur Spielerstatistik: Sp oder GP = absolvierte Spiele; T oder G = erzielte Tore; V oder A = erzielte Assists; Pkt oder Pts = erzielte Scorerpunkte; SM oder PIM = erhaltene Strafminuten; +/− = Plus/Minus-Bilanz; PP = erzielte Überzahltore; SH = erzielte Unterzahltore; GW = erzielte Siegtore; 1 Play-downs/Relegation; Kursiv: Statistik nicht vollständig)